# U-Bahnhof Florastraße (Köln)
Der U-Bahnhof Florastraße ist eine Station der Linien 12 und 15 der Stadtbahn Köln, alle Linien werden betrieben von den Kölner Verkehrs-Betrieben. Er ist ein Durchgangsbahnhof im Nippeser Tunnel und wurde im Zuge der größten Bauanstrengung der Kölner U-Bahn im Jahr 1974 eröffnet: der Nippeser Tunnel zusammen mit der Gürtel-Hochbahn, der Zoo-Strecke und den Bereichen Hansaring / Breslauer Platz/Hauptbahnhof – Ebertplatz. Er verfügt über zwei Gleise. Werktags halten knapp 600 Züge fahrplanmäßig an dieser Station. Sie bietet Umstiegsmöglichkeiten zu Bussen auf der Straße.

## Lage
Der U-Bahnhof liegt im Herzen des Stadtteils Nippes unter der Neusser Straße zwischen der Kreuzung Mauenheimer Straße/Florastraße und der Einmündung der Viersener Straße.
Die Neusser Straße führt linksrheinisch in nördliche Richtung aus der Stadt heraus, heute Bundesstraße 9 (B9). Sie ist nicht nur Hauptverkehrsader des Stadtteils Nippes, sondern auch die wichtigste Einkaufsstraße und kulturelle Begegnungsstätte im Viertel. Die Florastraße führt von dort aus zur Kölner Flora.
Der Nippeser Tunnel ist linksrheinisch die meistgenutzte Ausfallstrecke der Kölner Stadtbahn. Neben den Linien 12 und 15 wird sie täglich auch für Einsatzzüge zu den Ford-Werken genutzt sowie für Fahrten zum Straßenbahnausbesserungswerk Weidenpesch.

## Geschichte
Die Station mit ihrem U-Bahn-Tunnel wurde 1974 erstellt und eröffnet. Zuvor wurde die jetzt unterirdisch befahrene Strecke vom Ebertplatz Richtung Weidenpesch schon seit 1882 als Straßenbahnlinie betrieben, das Straßenbahnausbesserungswerk gab der Strecke auch schon seit etwa 1930 eine linienübergreifende Bedeutung. Das ist auch bis heute unverändert, da bei der Kölner Stadtbahn technisch kein Unterschied gemacht wird zwischen den Fahrzeugen, die im U-Bahn-Bereich fahren und denen die im Straßenbahn-Bereich fahren. Sämtliche Fahrzeuge der KVB müssen ins Straßenbahnausbesserungswerk in Weidenpesch.
Vor einigen Jahren hat die Station auf beiden Bahnsteigen Aufzüge erhalten, die einen barrierefreien Ein- und Ausstieg zur Straßenebene der Neusser Straße ermöglichen.

## Architektur
Der U-Bahnhof ist als Durchgangsbahnhof im Nippeser Tunnel mit zwei Stockwerken konzipiert.
Im oberen unterirdischen Stockwerk sind an den beiden Ausgängen im Norden wie im Süden der Bahnsteige Verteilerebenen errichtet, in denen sich Informationsstellen und Kioske befinden. Zweck der Verteilerebenen ist es, dem Fahrgast die Wahl des Richtungsbahnsteigs zu ermöglichen, unabhängig von welcher Straßenseite er kommt.
Als zweites unterirdisches Stockwerk sind die Bahnsteige des Nippeser Tunnels angelegt, an diesen halten die Züge der Linien 12 und 15 der Stadtbahn Köln an zwei Seitenbahnsteigen. Diese sind mit 90 m Länge für Dreifachtraktion gedacht und bestehen vollständig aus den ursprünglichen 35 cm-Niederflurbahnsteigen. Die Bahnsteige sind bis auf den Einbau der Aufzüge bis heute fast unverändert geblieben, die Wände sind im Stil der 1970er-Jahre grau gekachelt. Es bestehen Rolltreppen zwischen Verteilerebenen, Bahnsteigen und der Straße.

## Schwachpunkte der Station
- Die Stationen des Nippeser Tunnels sind in für Kölner Verhältnisse großem Abstand zueinander gebaut, was für die Anwohner und andere Fahrgäste teils relativ lange Fußwege bedeutet. Dies wird der hohen Bebauungsdichte des Stadtteils Nippes eigentlich nicht gerecht.
- Seit der Trennung des Kölner Stadtbahn-Netzes in Hochflur- und Niederflur-Linien 2003 gibt es von dieser vielgenutzten Station aus keine direkte Verbindung mehr zum U-Bahnhof Dom/Hauptbahnhof oder zu den anderen Stationen des Kölner Innenstadttunnels, obwohl die Fahrgastströme eigentlich genau diese Verbindung erfordern.
- Wegen jahrzehntelangen Betriebs mit klassischen Straßenbahn-Fahrzeugen waren die Bahnsteige ursprünglich alle als Niederflurbahnsteige angelegt, jedoch mit Vorleistung zum späteren Ausbau auf Hochflur-Niveau. Die Rolltreppen zum Bahnsteig enden daher bei einer Höhe von 90 cm und schließen über eine Rampe zum eigentlichen Bahnsteig hinab an. Die festen Treppen dagegen schließen korrekt an den Bahnsteig an.

## Linien
| Linie | Linienverlauf | Takt   |
| ----- | --- | ------ |
| 12    | Merkenich – Niehl Nord – Weidenpesch – U Neusser Straße/Gürtel – U Florastraße – U Lohsestraße – U Ebertplatz – U Hansaring – U Christophstraße/Mediapark – U Friesenplatz – U Rudolfplatz – Zülpicher Platz – Barbarossaplatz – Zollstock                               | 10 min |
| 15    | Chorweiler – Heimersdorf – Longerich – Weidenpesch – U Neusser Straße/Gürtel – U Florastraße – U Lohsestraße – U Ebertplatz – U Hansaring – U Christophstraße/Mediapark – U Friesenplatz – U Rudolfplatz – Zülpicher Platz – Barbarossaplatz – Chlodwigplatz – Ubierring | 10 min |

Die Linie 12 verkehrt werktags alle 10 Minuten. Auf der etwa 17 km langen Strecke, die mit einer durchschnittlichen Geschwindigkeit von ca. 23 km/h befahren wird, befinden sich 27 Haltestellen, davon sind acht U-Bahnhöfe. Die Linie verkehrt teilweise nur ab/bis Niehl.
Die Linie 15 verkehrt werktags alle 10 Minuten, zu Spitzenzeiten von/bis Longerich alle 5 Minuten. Auf der etwa 15 km langen Strecke, die mit einer durchschnittlichen Geschwindigkeit von ca. 24 km/h befahren wird, befinden sich 23 Haltestellen, davon sind zehn U-Bahnhöfe.